# Лопастной компрессор
Лопастной компрессор — это разновидность компрессоров, предназначенная для повышения давления рабочего тела за счёт взаимодействия последнего с подвижными и неподвижными лопаточными решётками компрессора. Принцип действия лопаточных компрессоров — увеличение полного давления рабочего тела за счёт преобразования механической работы компрессора в кинетическую энергию рабочего тела с последующим преобразованием её во внутреннюю энергию.

## Осевой компрессор

Рисунок, иллюстрирующий работу многоступенчатого осевого компрессора

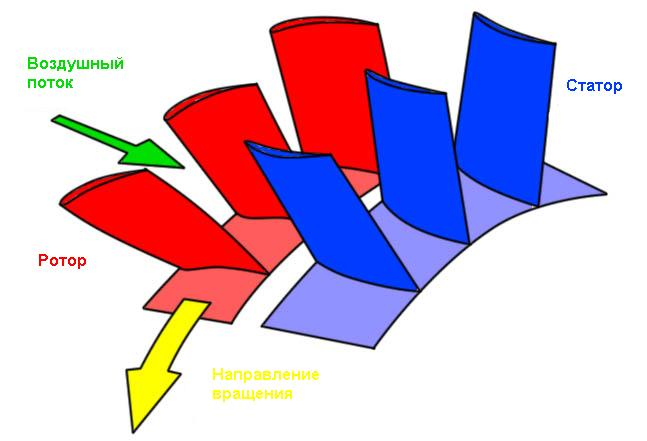
Отдельно взятая ступень компрессора.

В осевом компрессоре поток рабочего тела, как правило воздуха, движется условно вдоль оси вращения ротора компрессора.
Осевой компрессор состоит из чередующихся подвижных лопаточных решёток ротора, состоящих из лопаток, закреплённых на валу и именуемых рабочими колёсами (РК), и неподвижных лопаточных решёток статора и именуемых направляющими аппаратами (НА). Совокупность, состоящая из одного рабочего колеса и одного направляющего аппарата, именуется ступенью.

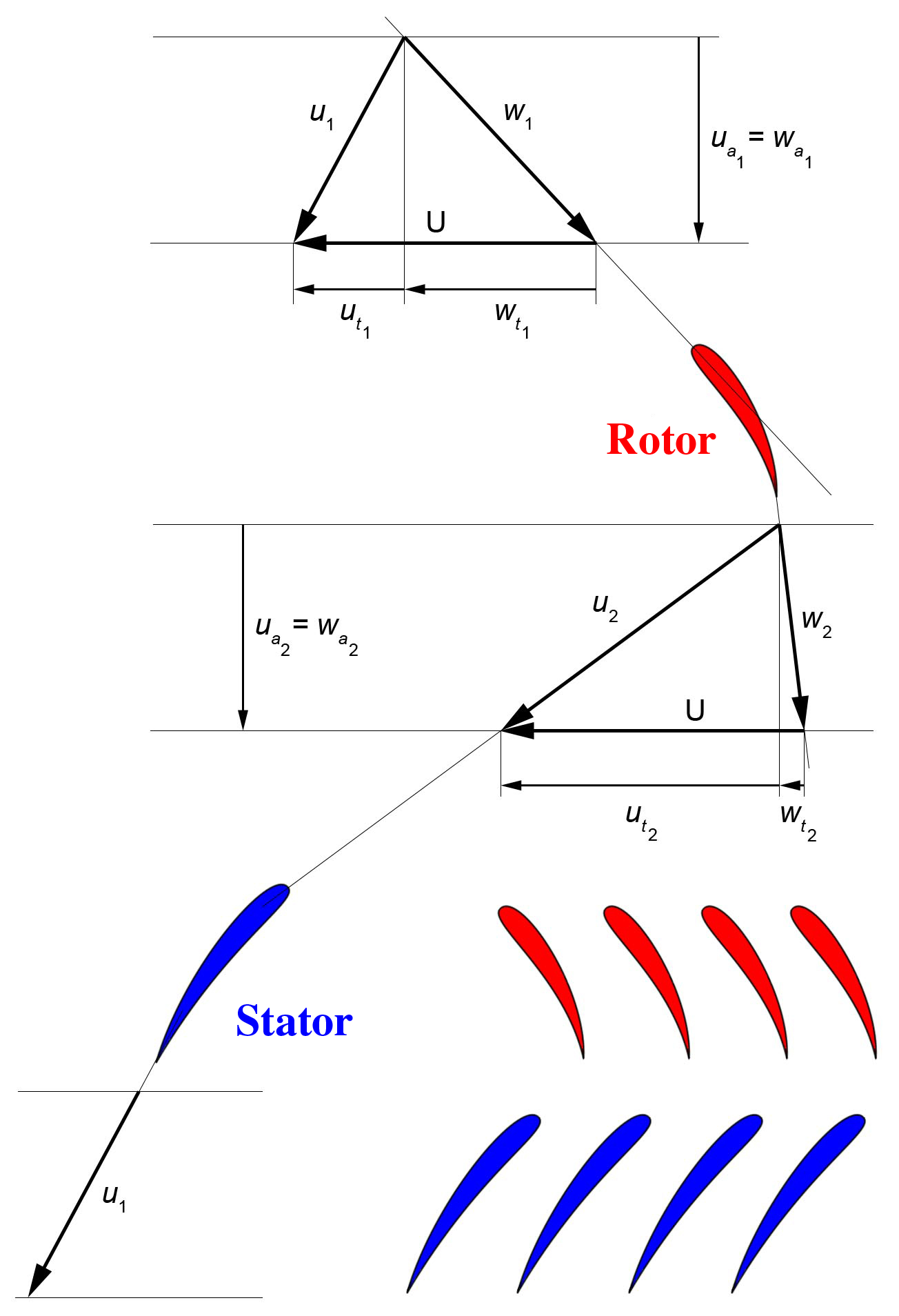
Треугольники скоростей рабочего колеса иллюстрирующие сложное движение частиц воздуха. Видна диффузорность межлопаточного канала.

Пространство между соседними лопатками как в рабочем колесе, так и в направляющем аппарате именуется межлопаточным каналом. Межлопаточный канал как в рабочем колесе, так и в направляющем аппарате диффузорный, то есть расширяющийся. Межлопаточный канал является расширяющимся, когда диаметр окружностей, вписанных в этот канал, увеличивается при вписывании этих окружностей от передней кромки к задней.
При прохождении через рабочее колесо воздух участвует в сложном движении.
Где абсолютное движение — движение частиц воздуха относительно оси двигателя. (На рисунке обозначено буквой u).
Относительное движение — движение частиц воздуха относительно лопаток рабочего колеса. (На рисунке обозначено буквой w).
Переносное движение — вращение рабочего колеса относительно оси двигателя. (На рисунке обозначено буквой U).
Таким образом, когда частицы воздуха попадают в рабочее колесо со скоростью, обозначенной на рисунке вектором w1, лопатки воздействуют на частицы воздуха, придавая им переносную скорость, обозначенную на рисунке вектором U. По правилу сложения векторов абсолютная скорость частиц воздуха в этот момент обозначена вектором u1.
При прохождении через рабочее колесо за счёт диффузорности межлопаточного канала происходит уменьшение модуля относительной скорости на выходе из рабочего колеса w2, за счёт кривизны межлопаточного канала происходит изменение направления вектора переносной скорости на выходе из рабочего колеса w2. На выходе из рабочего колеса на частицы воздуха продолжают действовать лопатки, придавая им переносную скорость, обозначенную на рисунке вектором U. По правилу сложения векторов абсолютная скорость частиц воздуха в этот момент обозначена вектором u2, который изменяет направление и увеличивается по модулю. Таким образом в рабочем колесе происходит рост полного давления воздуха.
После рабочего колеса воздух попадает в направляющий аппарат. За счёт диффузорности межлопаточного канала происходит торможение потока, что приводит к росту статического давления. Кривизна межлопаточного канала приводит к повороту потока для получения более эффективного угла входа потока воздуха в следующее рабочее колесо.
Таким образом, ступень за ступенью, происходит повышение давления воздуха. Скорость потока в рабочем колесе растёт, в направляющем аппарате — падает. Но ступени компрессора и весь компрессор проектируют таким образом, чтобы скорость потока уменьшалась. При прохождении воздуха через компрессор растёт и его температура, что является не задачей компрессора, а отрицательным побочным эффектом. Перед входом в первое рабочее колесо может быть установлен входной направляющий аппарат (ВНА) который производит предварительный поворот потока воздуха на входе в компрессор.

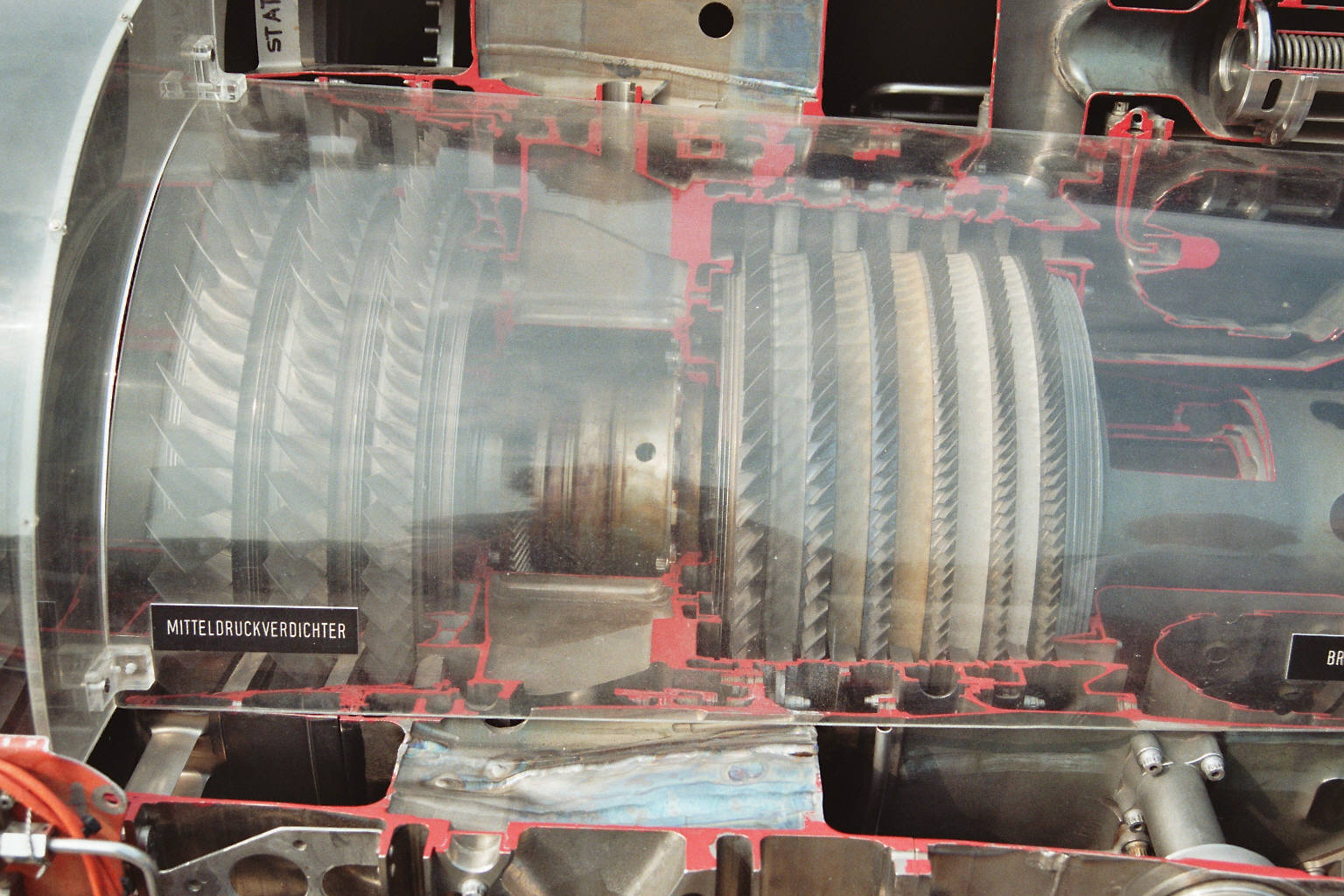
Двухкаскадный осевой компрессор двигателя Rolls-Royce RB 199.

Довольно высокая степень газодинамической инертности лопастных компрессоров является причиной того, что компрессор довольно медленно набирает обороты, обладает низкой приёмистостью. Лопастные компрессоры, как правило, приводятся в движение турбинами, которые, в свою очередь весьма долго снижают свои обороты, таким образом, смена режимов работы таких турбокомпрессоров занимает довольно длительный промежуток времени. Решением данной проблемы стало разделение компрессоров на каскады: компрессор низкого давления со своей отдельной турбиной устанавливается на валу, пропущенном через полый вал следующего за ним компрессора высокого давления и его турбины, – такие двигатели называют двухвальными. Данное решение улучшило работу компрессоров на переходных режимах, а также повысило их газодинамическую устойчивость. Другим средством повышения газодинамической устойчивости осевых компрессоров стало применение поворачивающихся направляющих аппаратов для изменения угла входа потока в рабочее колесо в зависимости от режима работы двигателя.
Сверхзвуковые компрессоры.
Частота вращения роторов современных компрессоров достигает десятков тысяч оборотов в минуту. Переносная скорость частицы воздуха в РК (U) зависит от радиуса вращения этой частицы относительно продольной оси двигателя. При достаточно длинном пере лопатки переносная скорость вырастает настолько, что абсолютная скорость движения частицы воздуха становится сверхзвуковой.
В данной ситуации компрессор именуют сверхзвуковым, или же ступень компрессора именуют сверхзвуковой, если такая ситуация возникает в определённой ступени компрессора.

## Центробежный компрессор

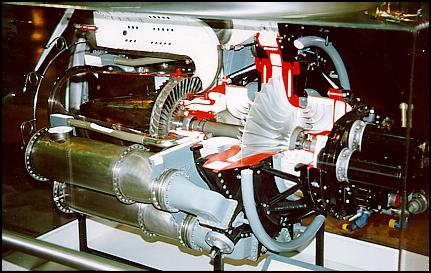
Препарированный ТРД General Electric J-31 с радиальным центробежным компрессором.

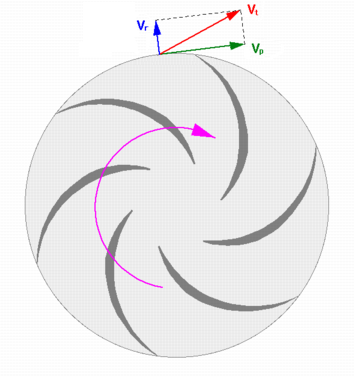
Схематическое изображение центробежного реактивного рабочего колеса.

Принцип действия центробежного компрессора в общем сопоставим с принципом действия осевого компрессора, но с одним существенным различием: в центробежном компрессоре поток воздуха входит в рабочее колесо вдоль оси двигателя, а в рабочем колесе происходит поворот потока в радиальном направлении. Таким образом, в рабочем колесе за счёт центробежной силы создаётся дополнительный рост полного давления. То есть частицы рабочего тела получают дополнительную кинетическую энергию.
Рабочее колесо центробежного компрессора представляет собой диск или же сложное тело вращения, на котором установлены лопатки, расходящиеся от центра к краям диска. Межлопаточный канал в центробежном рабочем колесе, так же, как и в осевом — диффузорный. По типу используемых лопаток рабочие колеса квалифицируются на радиальные (профиль лопатки ровный) и реактивные (профиль лопатки изогнутый). Реактивные рабочие колеса обладают более высокими КПД и степенью сжатия, но сложнее в изготовлении, и, как следствие — дороже. Поток газа попадает в рабочее колесо центробежного компрессора, где частицам газа передаётся кинетическая энергия вращающегося колеса, диффузорный межлопаточный канал производит торможение движения частиц газа относительно вращающегося колеса, центробежная сила придаёт дополнительную кинетическую энергию частицам рабочего тела и направляет их в радиальном направлении. После выхода из рабочего колеса частицы рабочего тела попадают в диффузор, где происходит их последующее торможение, с преобразованием их кинетической энергии во внутреннюю.
Для центробежных компрессоров справедливо следующее уравнение
{\displaystyle W_{s}=u_{2}C_{\theta 2}-u_{2}C_{\theta 1}\,}
где
- Ws — входная мощность на валу,
- u — скорость конца лопастей,
- Cθ — касательные составляющие скоростей жидкости, отрывающейся от лопастей, в положениях 1 и 2, входная и выходная, соответственно.

## Сравнение осевых и центробежных компрессоров

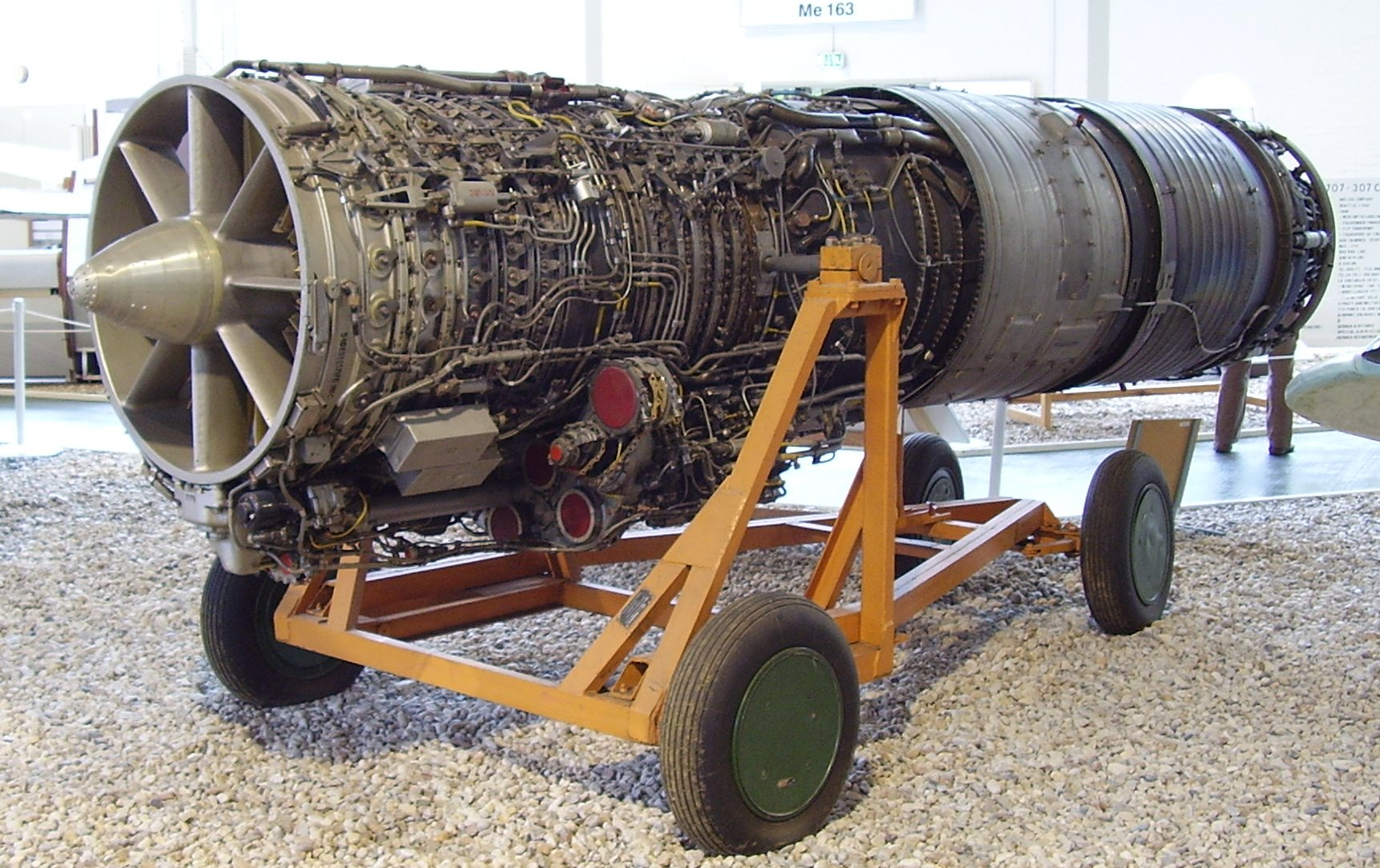
ТРД с осевым компрессором.

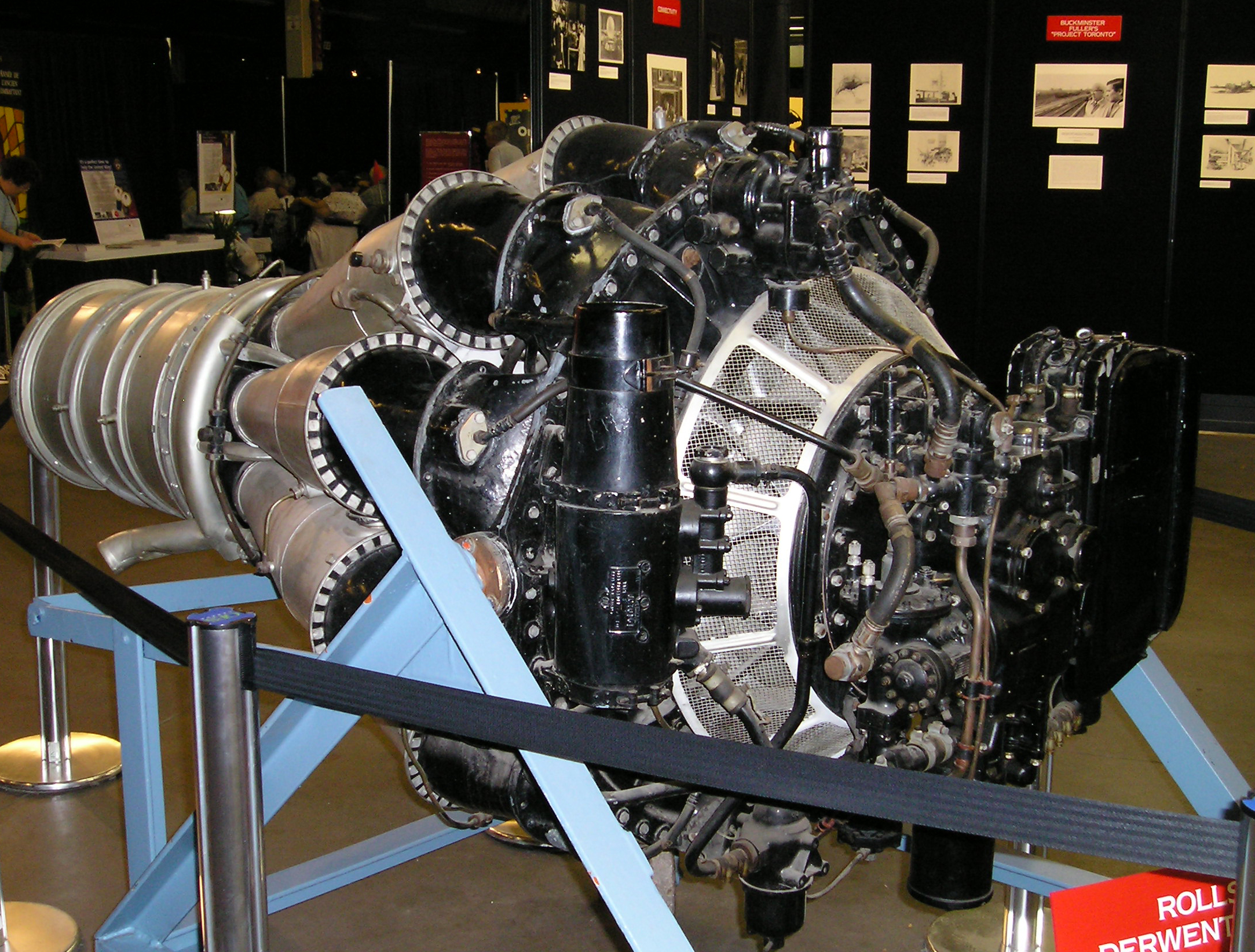
ТРД с центробежным компрессором

1. По степени сжатия (повышения давления) в ступени. Большую степень повышения давления обеспечивают ступени центробежных компрессоров.
2. По реализации многоступенчатости. Многократный поворот воздушного потока в центробежном компрессоре приводит к сложности реализации многоступенчатости в нём.
3. По габаритам. Центробежные компрессоры, как правило, обладают довольно большим диаметром рабочего колеса. Многоступенчатые осевые компрессоры обладают меньшим диаметром, но длиннее в осевом направлении.
Осевые компрессоры, в основном, используются в самолётных и вертолётных воздушно-реактивных двигателях (ВРД). Центробежные в наземных газотурбинных двигателях (ГТД) и силовых установках, а также в различных газоперекачивающих системах, системах вентиляции, всевозможных нагнетателях газа или воздуха.